# Zvezdna črna luknja
Zvezdne ali stelarne črne luknje so končna oblika razvoja zelo masivnih zvezd. Zvezde z od približno tremi Sončevimi masami (modre orjakinje) na koncu svojega življenja eksplodirajo kot supernove tipa II, ob čemer se ostanek zvezde gravitacijsko sesede v črno luknjo. Masa takšnih črnih lukenj je nekje med 3,00 pa vse do skoraj 120 mas Sonca, kot je to pri Denebu (odvisno od tega koliko snovi zvezde se je izgubilo v Vesolje ob eksploziji). Ker je njena gostota neskončna, se snov pri padanju nanjo močno stisne in segreje, pri tem pa seva rentgenske žarke. Črno luknjo obdaja akrecijski disk. Ker je ubežna hitrost velikanska in večja od svetlobne, temu skrajno nenavadnemu telesu ne pobegne niti svetloba. Črne luknje na neki čuden, še nerazumljen način vplivajo tudi na samo naravo časa, pomembno vlogo pa so imele tudi pri nastanku in pospešenem krčenju medzvezdnega plina v galaktičnih ravninah. Posledično bi lahko rekli, da so prav ta telesa veliko prispevala k nastanku življenja, kot ga poznamo tudi na Zemlji.